# فرودگاه شهری کلیولند تگزاس
فرودگاه شهری کلیولند تکزاس (به انگلیسی: Cleveland Municipal Airport (Texas)) یک فرودگاه همگانی است که یک باند فرود آسفالت دارد و طول باند آن ۱۵۲۳ متر است. این فرودگاه در شهر کلیولند، تگزاس کشور ایالات متحده آمریکا قرار دارد و در ارتفاع ۴۶ متری از سطح دریا واقع شده‌است.